# Nado sincronizado no Campeonato Mundial de Esportes Aquáticos de 2011 - Combinação rotina livre
A combinação rotina livre' do nado sincronizado no Campeonato Mundial de Esportes Aquáticos de 2011 foi realizada entre os dias 19 de julho e 21 de julho no Shanghai Oriental Sports Center em Xangai.

## Calendário
| Fase       | Data        |
| ---------- | ----------- |
| Preliminar | 19 de julho |
| Final      | 21 de julho |

## Medalhistas
| Ouro | Prata | Bronze |
| Rússia · Anastasia Davydova · Maria Gromova · Natalia Ishchenko · Elvira Khasyanova · Svetlana Kolesnichenko · Daria Korobova · Aleksandra Patskevich · Svetlana Romashina · Alla Shishkina · Angelika Timanina · Anisya Olkhova (reserva) | China · Chang Si · Chen Xiaojun · Fan Jiachen · Guo Li · Huang Xuechen · Liu Ou · Luo Xi · Sun Wenyan · Wu Yiwen · Yu Lele · Jiang Tingting (reserva) · Jiang Wenwen (reserva) | Canadá · Genevieve Belanger · Marie-Pier Boudreau Gagnon · Stéphanie Durocher · Jo-Annie Fortin · Chloé Isaac · Stéphanie Leclair · Tracy Little · Élise Marcotte · Karine Thomas · Valerie Welsh · Gabrielle Cardinal (reserva) · Erin Willson (reserva) |

## Resultados
| Pos.              | Nacionalidade   | Preliminar | Preliminar | Final  | Final |
| Pos.              | Nacionalidade   | Pontos     | Pos.       | Pontos | Pos.  |
| ----------------- | --------------- | ---------- | ---------- | ------ | ----- |
| Medalha de ouro   | Rússia          | 97.970     | 1          | 98.470 | 1     |
| Medalha de prata  | China           | 96.320     | 2          | 96.390 | 2     |
| Medalha de bronze | Canadá          | 95.250     | 4          | 96.150 | 3     |
| 4                 | Espanha         | 95.640     | 3          | 95.740 | 4     |
| 5                 | Ucrânia         | 92.410     | 5          | 92.080 | 5     |
| 6                 | Itália          | 90.650     | 6          | 90.550 | 6     |
| 7                 | Reino Unido     | 87.310     | 7          | 87.760 | 7     |
| 8                 | Coreia do Norte | 84.340     | 9          | 86.340 | 8     |
| 9                 | Países Baixos   | 84.430     | 8          | 85.440 | 9     |
| 10                | Cazaquistão     | 83.680     | 10         | 82.610 | 10    |
| 11                | Macau           | 71.570     | 11         | 70.610 | 11    |
| 12                | Singapura       | 70.400     | 12         | 70.240 | 12    |
| 13                | Tailândia       | 69.700     | 13         |        |       |
| 14                | Indonésia       | 65.780     | 14         |        |       |
| 15                | Hong Kong       | 65.540     | 15         |        |       |